# Daihao meizhoubao
Daihao meizhoubao (en inglés The Puma Action, Codename Cougar o Operation Cougar) es una película china dirigida en colaboración por Yang Fengliang y Zhang Yimou.

## Argumento
Gong Li interpreta a una azafata cuyo avión ha sido secuestrado.

## Otros créditos
- Dirección: Yang Fengliang y Zhang Yimou
- Idioma: Chino mandarín

## Premios
- Gong Li recibió el prestigioso premio chino Cien flores como Mejor actriz de reparto (1988).